# Mohammad Hosejn Fahmide
Mohammad Hosejn Fahmide (ur. 6 maja 1967 w Komie, zm. 30 października 1980 w Chorramszahr) – irański 13-letni ochotnik podczas wojny iracko-irańskiej, bohater narodowy Iranu.

## Życiorys
Bez wiedzy rodziców, opuścił miejsce zamieszkania aby bronić ojczyzny przed iracką inwazją. Po dołączeniu do jednostek Basidż, skierowano go na południe kraju w region krwawych walk obronnych o miasto Chorramszahr. Ze względu na niedostateczną ilość broni przeciwpancernej w posiadaniu jednostek irańskich, dobrowolnie obwiesił się granatami, następnie rzucając się pod nadjeżdżający czołg iracki. Jego heroiczny czyn doprowadził do całkowitego, chwilowego zatrzymania irackiego natarcia pancernego, dając iluzoryczne złudzenie iż Irańczycy położyli w tym miejscu rozległe pole minowe. Wielokrotnie nazwany przez samego ajatollaha Chomejniego "naszym przywódcą". Pośmiertnie, 27 września 1989, odznaczono go pierwszym Medalem Zwycięstwa I stopnia.